# Atjkasar
Atjkasar (armeniska: Աչքասար) är ett berg i Armenien. Det ligger i den nordvästra delen av landet, nära gränsen till Georgien. Med sina 3 196 m ö.h. har Atjkasar den högsta toppen i Dzjavachetibergen, som är en del av Lilla Kaukasus.